# Ekawa (rzeka)
Ekawa (łot. Iecava) – rzeka w południowej Łotwie w Semigalii. Jej źródła znajdują się koło wsi Daudzeva (w gminie Jaunjelgava), uchodzi do Lelupy (łot. Lielupe) nieopodal Jełgawy. Całkowita długość rzeki wynosi 136 km.
Najdłuższym dopływem Ekawy jest Misa, zaś największe miasto położone nad Ekawą również nosi nazwę Ekawa (łot. Iecava).